# Microsoft XPS Viewer EP
Microsoft XPS Viewer EP är ett program för att visa och skriva ut XPS-dokument, utvecklat av Microsoft. Programmet finns för Windows XP, Windows Vista W7 och Windows Server 2003 (32- och 64-bitars versioner).